# Lourdes Isern
Lourdes Isern (15 settembre 1978) è un'ex pallavolista portoricana.
Giocava nel ruolo di libero.

## Carriera
La carriera professionistica di Lourdes Isern inizia nella stagione 1998, quando debutta nella Liga de Voleibol Superior Femenino con le Gigantes de Carolina. Col trasferimento della franchigia a Bayamón, dalla stagione seguente difende i colori delle Vaqueras de Bayamón, dove milita fino al campionato 2004, ricevendo diversi riconoscimenti individuali come miglior libero; in questo periodo, precisamente tra il 2002 ed il 2003, fa inoltre parte della nazionale portoricana, partecipando anche al campionato mondiale 2002.
Nella stagione 2005 approda alle Pinkin de Corozal, dove resta per due annate, per poi passare nella stagione 2007 alle Valencianas de Juncos, aggiudicandosi lo scudetto. Dopo aver saltato per maternità la Liga de Voleibol Superior Femenino 2008, ritorna in campo nell'edizione successiva, vincendo nuovamente lo scudetto con le Llaneras de Toa Baja.
Nella stagione 2010 viene ingaggiata dalle Criollas de Caguas, che tuttavia lascia a metà stagione, concludendo l'annata con le Gigantes de Carolina, ritirandosi al termine del campionato.

## Palmarès

### Club
- Campionato portoricano: 2

2007, 2009

### Premi individuali
- 1999 - Liga de Voleibol Superior Femenino: Miglior libero
- 2000 - Liga de Voleibol Superior Femenino: Miglior libero
- 2001 - Liga de Voleibol Superior Femenino: Miglior libero
- 2003 - Liga de Voleibol Superior Femenino: Miglior libero